# Hŏ Ka-i
Hŏ Ka-i (eigentlich Alexei Iwanowitsch Chegai; * 18. März 1908 in Chabarowsk; † 2. Juli 1953 in Pjöngjang) war ein sowjetisch-nordkoreanischer Politiker.

## Kindheit und Jugend
Hŏ wurde unter dem Namen Alexei Chegai als Sohn eines Lehrers in Chabarowsk im Fernen Osten Russlands geboren. Seine Familie gehörte der koreanischen Minderheit an, den sogenannten Korjo-Saram. Nach dem Tod seiner Mutter im Jahr 1911 nahm sich sein Vater das Leben. Chegai und sein Bruder wuchsen so bei ihrem Großvater auf. Die wirtschaftlich schwierige Lage der Familie zwang den jungen Hŏ schon früh dazu, arbeiten zu gehen.

## Tätigkeit in der Sowjetunion
Die prokommunistische Stimmung unter den Koreanern, die sich von den Bolschewiki eine Verbesserung ihrer rechtlichen und sozialen Lage erhofften, politisierte auch Hŏ. 1924 wurde er Mitglied des Komsomol, der kommunistischen Jugendorganisation, und 1930 der Kommunistischen Partei. Sein politisches Talent wurde bald entdeckt und er machte Karriere im Apparat des Komsomol im Fernen Osten. 1933 zog er fort in die Moskauer Gegend, wo er verschiedene Posten in der Jugendorganisation einnahm. 1934 begann er in Moskau ein Studium an der Swerdlow-Landwirtschaftsuniversität, das er bereits 1935 wieder abbrach, da er – seit 1927 verheiratet – seine Familie ernähren musste. So kehrte er in den Fernen Osten zurück, wo er wiederum verschiedene Ämter im Komsomol und bald auch in der Partei ausübte. Er wurde im Bezirk Posjet eingesetzt. Dieses Gebiet an der Grenze zu Korea war damals mehrheitlich von ethnischen Koreanern bewohnt und das Zentrum der koreanischen Kultur in der Sowjetunion. Während seiner Tätigkeit als zweiter Bezirkssekretär knüpfte Chegai hier Verbindungen zu vielen Auslandskoreanern, die später zur politischen Elite Nordkoreas gehören sollten. Im Herbst des Jahres 1937, in der Zeit der „Großen Säuberungen“ in der Sowjetunion, wurde Hŏ aus der Partei ausgeschlossen. Wie viele andere Koreaner in der Sowjetunion wurde er mit seiner Familie ins sowjetische Zentralasien zwangsumgesiedelt und arbeitete fortan in Yangiyoʻl bei Taschkent als Buchhalter (siehe Korjo-Saram für die Geschichte der koreanischen Minderheit). 1939 wurde er rehabilitiert und seine Parteimitgliedschaft wiederhergestellt. Chegai war hiernach im Parteiapparat seines neuen Wohnortes und später auch anderer Gegenden Usbekistans tätig.

## Tätigkeit in Nordkorea
Im Herbst 1945, nach der Kapitulation Japans, begann man in der Sowjetunion mit der Suche nach geeigneten ethnischen Koreanern, die im sowjetisch besetzten Teil Koreas am Aufbau eines Staatswesens im Sinne der Sowjets mitarbeiten konnten. Auch Hŏ fuhr so mit einer Gruppe anderer Koreaner nach Korea, wo er zunächst als Übersetzer für die Rote Armee arbeiten sollte. 1946 begann ein massenhafter, organisierter Übergang sowjetischer Koreaner aus dem Militärverwaltungsapparat der Roten Armee in die koreanische Zivilverwaltung, wo sie einerseits die ortsansässigen Koreaner beim Aufbau eines Systems sowjetischer Prägung beraten und andererseits den Einfluss der Sowjetunion auf das neu entstehende Regime sichern sollten. Chegai war bereits Ende 1945 maßgeblich am Aufbau der nordkoreanischen Kommunistischen Partei beteiligt. Im Dezember 1945 wurde er zum stellvertretenden Vorsitzenden des Vorgängergremiums des späteren Zentralkomitees der KP Nordkoreas gewählt. In dieser Zeit koreanisiert er seinen russischen Namen Chegai, bei dem es sich um eine Russifizierung des koreanischen Nachnamens Hŏ handelt, und nennt sich von nun an Hŏ Ka-i.
Nach der Vereinigung der KP Nordkoreas mit der Neuen Volkspartei im August 1946 wird er Mitglied des Politbüros der neu entstandenen Partei der Arbeit Nordkoreas sowie Leiter der Organisationsabteilung bei deren ZK. Hier war er im Wesentlichen mit dem Aufbau der Parteiorganisation beschäftigt. Im September 1948 steigt er zum ersten Stellvertreter des Vorsitzenden der Partei auf. Damit nahm er in der Staats- und Parteihierarchie nach Kim Il-sung und Kim Du-bong faktisch den dritten Platz ein. Mit der formellen Vereinigung der Partei der Arbeit Nordkoreas mit der Partei der Arbeit Südkoreas 1949 zur Partei der Arbeit Koreas (PdAK) erreichte Hŏs Karriere ihren Höhepunkt. Kim Il-sung löste Kim Du-bong als Parteivorsitzender ab. Hŏ wurde Generalsekretär des ZK der neu entstandenen Partei und kam so in der Parteihierarchie direkt nach Kim Il-sung. Als Nordkorea 1950 mit seinem Angriff auf Südkorea den Koreakrieg auslöste, war Hŏ im Vorfeld einer der wenigen Funktionäre, die von dem geplanten Angriff wussten. Auf dem Dritten ZK-Plenum im Dezember 1950, während des Krieges, wurde beschlossen, alle Parteimitglieder, die sich zu irgendeiner Zeit während der Kampfhandlungen auf von gegnerischen Truppen besetztem Gebiet befunden hatten, überprüft werden sollten. Diese Überprüfung wurde unter Hŏs strenger Leitung durchgeführt. Mitglieder, die z. B. in den Kriegswirren ihr Parteibuch verloren hatten, wurden in der Regel aus der Partei ausgeschlossen und hatten wenig Aussicht auf baldige Rehabilitierung.
Im November 1951, auf dem Vierten Plenum des ZK der PdAK wurde dieses Vorgehen scharf kritisiert und Hŏ wurde auf Betreiben Kim Il-sungs vom Posten des Ersten Sekretärs entfernt. Hintergrund dieser Ereignisse war Kims Bestreben, die chinesische, so genannte Yan’an-Fraktion, sowie die sowjetische Fraktion innerhalb der Partei auszuschalten und seine Alleinherrschaft durch Stärkung seiner Fraktion der ehemaligen Partisanen zu konsolidieren. Hŏ wurde zum stellvertretenden Vorsitzenden des Ministerrates ernannt und beschäftigte sich vor allem mit der Landwirtschaftspolitik und war verantwortlich für den Wiederaufbau des Stausees von Sunan, dessen Staumauer im Krieg stark beschädigt worden war. Im Sommer 1953 wurde Hŏ beschuldigt, für Verzögerungen beim Wiederaufbau des Stauwehrs verantwortlich zu sein. Anfang Juli sollte eine Politbüro-Sitzung stattfinden, auf der diese konstruierten Anschuldigungen vorgebracht werden sollten. Nach den Vorstellungen Kim Il-sungs sollte Hŏ wiederum degradiert und vom stellvertretenden Regierungschef zum Handelsminister gemacht werden.
Hŏ starb am 2. Juli 1953, nach offiziellen Angaben durch Selbstmord. Es ist jedoch unklar, ob Hŏ wirklich selbst sein Leben beendete oder ob er, möglicherweise von Gefolgsleuten Kims, ermordet wurde.